# Der Geheimagent (1932)
Der Geheimagent ist ein deutscher Action- und Abenteuerfilm aus dem Jahre 1932 von und mit Harry Piel.

## Handlung
Der Chemiker Professor Managan hat eine schreckliche neue Chemiewaffe, ein tödliches Giftgas, entwickelt, mit dem die Menschheit ausgelöscht werden könnte. Der in Diensten einer ominösen Gesellschaft zur Bekämpfung und Verhinderung eines Giftgaskrieges stehende Tausendsassa und Abenteurer Harry Parker wird entsandt, um dem im Ausland arbeitenden Professor die Geheimformel zu entreißen und anschließend zu vernichten. Parkers Anreise beginnt bereits spektakulär. Da der Chemiker fernab lebt und wirkt, springt Parker aus einem Flugzeug mit dem Fallschirm ab, ehe ihn der Geheimdienst dieses Landes verhaften kann. Parker ahnt nicht, dass es bereits andere Interessenten an der Giftgasformel gibt, die aber mitnichten vorhaben, die Umsetzung derselbigen zu verhindern, sondern vielmehr bei Bedarf auch für die Herstellung von Spezialwaffen einzusetzen gedenken. Harry, vom Geheimdienstchef dieses Landes, Oberst Salit, als feindlicher Spion verfolgt, erhält von einem Vertrauten namens Baschin, genannt “Der Hinkende”, einige wichtige Informationen, ehe dieser Mann ermordet wird. Wenig später sucht Harry die Nähe von Managans Tochter, der Malerin Ruth, um sich mit ihr anzufreunden. Er gibt sich ihr gegenüber als alter Studienfreund aus, an den sie sich offensichtlich nicht mehr erinnern könne. Er hat die Absicht, auf diese Weise an den Professor heranzukommen. Ruth beginnt sich sogleich in ihn zu verlieben. Harry hört von einem Polizisten, dass der Geheimdienst des Landes bereits nach ihm fahnde.
Als es Harry gelingt, in die chemische Fabrik vorzudringen und dort Prof. Managan in dessen Laboratorium aufsucht, macht er dem Professor Vorhaltungen bezüglich seiner todbringenden Formel und versucht, als Repräsentant der Gesellschaft zur Bekämpfung von Giftgaskriegen, ihn zu überzeugen, dass der Wissenschaftler damit die Welt an den Abgrund führen werde. Bald kann Prof. Managan mit eigenen Augen sehen, wie gefährlich seine Formel ist. Als Oberst Salit auftaucht, der in Wirklichkeit ein doppeltes Spiel spielt und als Agent einer feindlichen Macht spioniert, kommt es zu einem Zweikampf Harry gegen Salit. Als dabei eine Gasflasche mit dem todbringenden Inhalt versehentlich umgestoßen wird, strömt das Giftgas ungehindert aus und tötet den Schurken. Endlich hat Prof. Managan ein Einsehen und stimmt der Vernichtung seiner Giftgasformel zu. Managans Tochter Ruth und Harry, der Held des Tages, werden schließlich ein Paar und verlassen mit Ruths Vater das Land.

## Produktionsnotizen
Der Geheimagent wurde von 12. Dezember 1931 bis zum 7. Januar 1932 im Grunewald-Atelier in Berlin und Mitte Januar 1932 in Staaken (Flugzeug-Außenaufnahmen) gedreht. Die Uraufführung erfolgte am 18. Februar 1932 im Berliner Mozart-Saal.
Edmund Heuberger übernahm die Dialogregie. Joe Pasternak übernahm die Produktionsleitung. Die Filmbauten entwarf Gustav A. Knauer, für den Ton sorgte Charles Métain. Den Texte zur Komposition von Fritz Wenneis schrieb Frank Günther. Eigil Wangøe fertigte die Standfotos an.

## Kritik
Die Österreichische Film-Zeitung sah in Der Geheimagent „einen spannenden und fesselnden Film, der zugleich durch seine ehrliche Tendenz — gegen den Giftgaskrieg — bemerkenswert ist. (…) Ein ungewöhnliches Tempo, starke Spannung und äußerst interessante Szenen, wie der Fallschirmabsprung und der Flug über das Lichtermeer der Großstadt, die Giftgaspanik u. a. gehören zu den besonders eindrucksvollen Momenten dieses neuen Harry Piel-Films“